# Copenhagen, Gay and Vivacious
|  | Denne artikel er oprettet af botten Steenthbot ud fra en ekstern database. Den kan derfor have sproglige fejl eller mangler. Denne skabelon kan fjernes efter kontrol af indholdet. |

Copenhagen, Gay and Vivacious er en dansk dokumentarfilm fra 1934 instrueret af Einar Dessau og A.W. Sandberg.

## Handling
En film, der bringer os med et engelsk ægtepar rundt i København. I et for tiden hastigt tempo.